# Alexander Grebenjuk
Alexander Grebenjuk (* 2. Mai 1951 in Selenokumsk, Region Stawropol) ist ein ehemaliger Leichtathlet, der für die Sowjetunion antrat. Der 1,88 m große und in seiner Wettkampfzeit 92 kg schwere Grebenjuk wurde 1978 Europameister im Zehnkampf.

## Leben
Grebenjuk wurde 1972 Fünfter bei den sowjetischen Meisterschaften. Nach einem zweiten Platz 1974 belegte er 1976 den dritten Platz hinter Mykola Awilow und Leonid Lytwynenko. Gemeinsam mit diesen beiden vertrat Grebenjuk die Sowjetunion bei den Olympischen Spielen 1976 in Montreal, Awilow wurde Dritter, Litwinenko Siebter und Grebenjuk Neunter.
1977 gelang Grebenjuk dann der Sprung in die absolute Weltklasse. Er erkämpfte in Riga erstmals den sowjetischen Meistertitel und mit den dort erzielten 8478 Punkten führte er Ende 1977 die Weltjahresbestenliste an. Nach der heute gültigen Punktwertung von 1985 läge die Punktzahl dieses besten Zehnkampfs in seiner Karriere bei 8400 Punkten, wobei die Zeiten allerdings handgestoppt waren. Beim Finale im Europacup der Mehrkämpfer erreichte er mit 8252 Punkten (8256 Punkte nach heutiger Punktwertung) die höchste Punktzahl vor den beiden Deutschen Rainer Pottel (Ost) und Guido Kratschmer (West). Den Europacup gewann die sowjetische Mannschaft vor der BR Deutschland und der DDR.
1978 siegte Grebenjuk erneut bei den sowjetischen Meisterschaften. Bei den Europameisterschaften 1978 in Prag gewann er mit 8340 Punkten (8337 nach heutiger Punktwertung) vor dem 20-jährigen Daley Thompson und vor Siegfried Stark. 1979 gewann Grebenjuk seinen dritten Meistertitel. Nach einer Verletzungspause 1980 absolvierte er 1981 noch zwei Zehnkämpfe, beim dritten verletzte er sich und beendete seine Karriere.

## Bestleistungen
- 100 Meter: 10,89 s (1977)
- Weitsprung: 7,34 m (1972)
- Kugelstoßen: 15,93 m (1978)
- Hochsprung: 2,04 m (1976)
- 400 Meter: 48,63 s (1977)
- 110 Meter Hürden: 14,32 s (1977)
- Diskuswurf: 52,24 m (1976)
- Stabhochsprung: 4,70 m (1977)
- Speerwurf: 76,10 m (1979)
- 1500 Meter: 4:24,4 min (1978)
- Zehnkampf: 8478 Punkte (1977) (=8400 Punkte nach der Punktwertung von 1985)